# 數位鋼琴

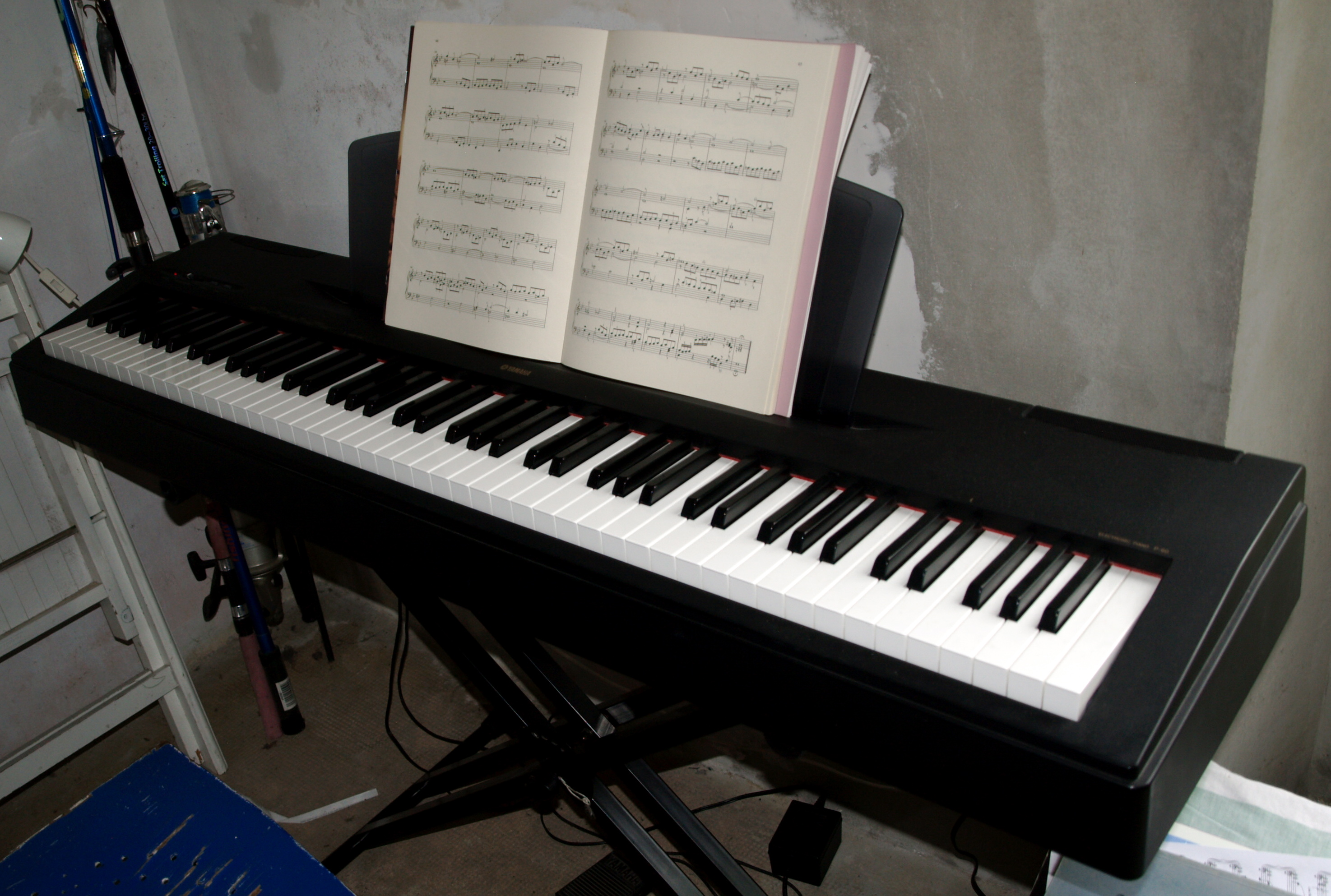
舞台型數位鋼琴（Stage piano）

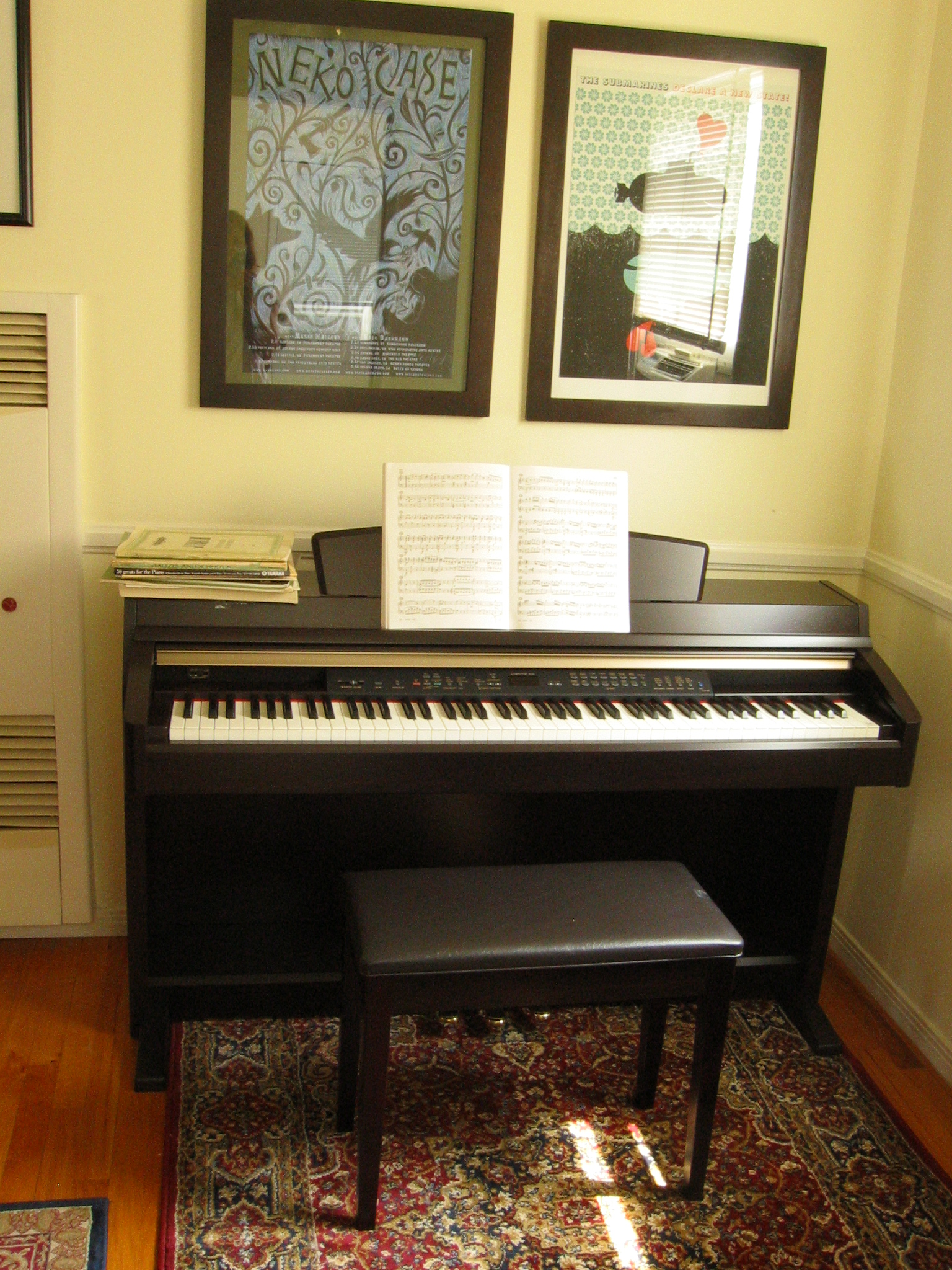
直立型數位鋼琴

數位鋼琴（英語：Digital piano），是一種電子鍵盤樂器，具有傳統鋼琴與電子琴兩者之間的優點，通常做為鋼琴的替代品，可演奏古典音樂與流行音樂。數位鋼琴與電鋼琴（Electric piano）不同的地方在於音源的產生方式。

## 特色

### 琴鍵
傳統鋼琴琴槌擊弦機制（Hammer action）的觸鍵感及力度感應（Touch sensitivity），其觸鍵感依品牌而異，大部份數位鋼琴的琴鍵數量與鋼琴一樣是88鍵。

### 音源
音源是從傳統樂器聲音取樣製作，儲存在數位鋼琴的記憶體。